# Радзіховський Борис Леонідович
Радзиховский Борис Леонідович ( •  4 серпня 1909 — 17 лютого 1975) — український офтальмолог родом з Херсонщини, професор, завідувач кафедри очних хвороб Чернівецького медичного інституту (з 1945), праці головно з питань глаукоми, короткозорості та далекозорості.

## Біографія
Народився 4 серпня 1909 року у селі Ново-Олексіївка, нині Генічеського району Херсонської області, в сім'ї селянина. Закінчив Дніпропетровський медичний інститут, працював лікарем у поліклініці заводу «Комунар». У 1937 році закінчив трирічну ординатуру очної клініки Дніпропетровського медичного інституту. Під час війни був Борис Радзіховський був військовим лікарем. У 1945 р. Б. Л. Радзіховський направлений на роботу до Чернівецького медичного інституту, де організував кафедру очних хвороб.

## Наукова діяльність
Його науково-дослідницька робота була присвячена вивченню проблем глаукоми, рефракції і акамодації ока, розробці нових офтальмологічних методик дослідження. Під його керівництвом виконано і захищено 9 кандидатських дисертацій (С. Л. Авербух, А. М. Водовозов, К. С. Титенко, С. Д. Курченко, Т. Б. Воронова, В. Ф. Кондрацький, Г. Д. Ловля, В. І. Лучик, Г. М. Телегіна) та одну докторську — А. М. Водовозов.

## Деякі праці
Радзіховський опублікував 150 наукових праць, в тому числі 3 монографії, автор 10 винаходів.
- Астигматизм человеческого глаза. М., 1969г.
- Близорукость.— М., 1963.
- Старческая дальнозоркость.— М., 1965.[1]
- Фокальная офтальмоскопия с помощью модифицированного злектрического скиаскопа (5, 323—325, 1970).
- Перший у вітчизняній медичній літературі підготував і видав кольоровий атлас норми та паталогії очного дна «Офтальмоскопическая диагностика».

## Нагороди і відзнаки
- Заслужений діяч науки і техніки України (1964).
- Орден Трудового Червоного Прапора.
- Знак «Відмінник охорони здоров'я».
- З нагоди 50-річчя Чернівецького медичного інституту його портрет занесено до галереї портретів фундаторів наукових шкіл навчального закладу.
- У 1974 р. засновано щорічну студентську стипендію ім. професора Б. Л. Радзіховського та премію Чернівецької міської ради його імені.
- У Чернівцях на вул. М. Горького, 7, встановлено меморіальну дошку: «В цьому будинку з 1945 по 1974 рік жив видатний лікар-офтальмолог, заслужений діяч науки, професор Радзіховський Б. Л.».